# Empresa Nacional de Innovación S.M.E
Empresa Nacional de Innovación S.M.E (ENISA) és una societat mercantil estatal –dependent del Ministeri d'Indústria, Comerç i Turisme, a través de la Direcció general d'Indústria i de la Petita i Mitjana Empresa– que, des de 1982, participa activament en el finançament de projectes empresarials viables i innovadors. Té la seu a Madrid.
Té com a objectiu fomentar la creació, creixement i consolidació de l'empresa espanyola, participant activament en el finançament de projectes empresarials viables i innovadors i en la dinamització del mercat de capital de risc.
Fins al juliol de 2018, Enisa ha desemborsat més de 5.900 préstecs a més de 5.300 empreses amb una inversió que supera 890 milions d'euros.

## Línies estratègiques
- Suport financer de risc a emprenedors i empreses.
- Suport al desenvolupament del mercat de capital de risc.
- Enfortiment de la gestió del risc i seguiment de cartera.
- Cerca de l'excel·lència en la gestió.